# 재일본조선인총련합회
재일본조선인총련합회(일본어: 在日本朝鮮人総聯合会 자이니혼초센진소렌고카이[*])는 일본에 있는 조선민주주의인민공화국에 강한 소속감을 갖는 재일 조선인의 단체이다.
약칭은 조선총련(朝鮮總聯), 총련(總聯)이며, 대한민국에서는 조총련(朝総聯)이라고 부른다. 재일본조선인련맹을 모태로 1955년 5월 25일 ~ 5월 26일 도쿄도 다이토구 아사쿠사 공회당에서 한덕수 의장의 발기에 의해 결성되었다.
일본 내의 사실상 조선민주주의인민공화국 대표부이다. 련합회는 총련의 강령과 규약을 승인하는 모든 재일 조선인에게 개방되어 있다. 중앙본부는 일본 도쿄도 지요다구 후지미 2-14-15에 있다.

## 역사
재일본조선인총련합회는 1955년 5월 25일에 결성되었고, 초대의장은 한덕수(韓德銖)이다. '재일본조선인상공인동맹'과 '재일본조선인노동자동맹', '재일본조선인민주여성동맹' 등의 각 소수의 계층을 대표하는 단체들과 '재일본조선인인권위원회'와 '재일본조선인평화통일위원회' 같은 시민단체들을 운영하고 있으며, 그 수가 수십여 개가 되고 있다. 그 중에서 학회는 고고학계의 전문학자들이 결성한 '고고학자동맹'과 '사회과학연구소' 등이 있는데, 이 단체들은 조선민주주의인민공화국 단체들과 교류를 맺고 있다.
총련에서는 각 단체들을 운영하는 것 외에도 기관지인 조선신보를 발행하고 있다. 이 신문은 1945년 10월에 창간되었는데, 처음에 이름은 《우리신문》이라고 불렸다. 그 후 1960년도에 민중신문과 해방신문으로 이름을 바뀌다가 1970년대에 들어서 《조선신보》라는 이름을 갖게 되었다. 《조선신보》는 월요일과 목요일을 제외하고 매일 발행되며, 영문판으로 《The People's Korea》(인민조선)을 발행하고 있다. 자매지는《월간조국》(月刊 祖國)이다.
한편, 재일본조선인총련합회에서는 '조선학교'로 불리는 교육기관들을 운영하고 있는데, 초등교육기관인 '초급학교', 중고등교육기관인 '중급학교'와 '고급학교', 대학교육기관인 '대학교'를 갖추고 있다. 이 학교들은 거의 대부분 지방에 펼쳐져 있다. 대학교는 조선대학교가 있다.

## 개요
조선민주주의인민공화국의 ‘재일본공민단체’라고 자칭하며, 조선민주주의인민공화국 정부 및 조선로동당 지도부와 밀접한 관계가 있다. 2013년 이후 조선로동당 소속 정보 기관인 통일전선부 산하 제225부(구 대외연락부)의 지도를 받고 있다. 설립 당시는 일본에 체류하고 있는 ‘조선적’ 조선인을 대상으로 한 민족학교의 운영과 ‘조선적’ 조선인 경영자를 대상으로 융자를 시행하는 등 일종의 상조회 조직으로 기능했으나 본국의 정치상황에 연동하여 그 실태는 변모해 갔다. 도쿄도에 중앙본부를 두고 일본 전역에 본부가 설치되어 있으며, 각지에 지부 조직이 있다. 중앙본부의 소재지는 도쿄도 지요다구 후지미 2-14-15이다.
조선민주주의인민공화국 법률상으로 조선총련 구성원은 ‘조선민주주의인민공화국 공민’이지만, 그중 조선민주주의인민공화국 국적을 가지고 있는 사람의 실제 수는 알지 못한다. 일본에서는 국가로서 승인되지 않은 조선민주주의인민공화국의 국적은 인정되지 않고 있다. 조선총련의 구성원은 일본 법률상 ‘조선적’에 해당하는 사람이 많고, 또 대한민국 국적과 일본 국적을 가진 사람이 많으나, 거의 대부분은 지리적으로는 지금의 대한민국 출신으로 조선민주주의인민공화국과 지연, 혈연이 없는 사람으로 구성되어 있다. 조선민주주의인민공화국 정부는 사실상 재일 자국민에 대해서는 이중국적을 인정하고 있는 것으로 생각된다. 2018년 기준으로, 허종만 의장을 비롯해 5명의 간부가 최고인민회의 대의원(국회의원)으로 되어 있다. 조선총련 출신자 중에는 재일본대한민국민단의 단장이 된 예도 있으며, 재일한국-조선인사회에서 큰 영향력을 가지고 있다.
발족 당시부터 공산주의를 지지했고, 그 후 냉전시기 공산주의 진영을 지지하는 단체로서의 성격을 명확히 했다. 이것이 일본 정부와 경찰 등 치안기관과의 긴장감을 낳게 한 요인이 되었다.

### 공안조사청의 조사
불법활동의 혐의가 있어서 공안조사청의 감시를 받고 있다.

### 과세감면조치 철폐의 흐름
조선총련은 비자와 여권 발행 대리업무를 하는 조선민주주의인민공화국의 창구로서, ‘외교기관에 준하는 기관’이라는 명목 하에 과세감면조치를 받고 있었으나, 2002년 9월 고이즈미 준이치로 내각총리대신의 방북 시 납치문제에 관여하였음을 인정한 것을 계기로 일본 내의 조선민주주의인민공화국 관련 조직과 시설에 대한 세금 우대조치가 재검토되게 되었다. 도쿄도의 고정자산세 감면조치 철폐 발표 후, 조총련 시설이 ‘사적 시설이며, 대일·대남 공작기관이다’라는 현상에 관심이 향해지게 되었다.
2009년 기준으로, 전국 130개 지자체 가운데 전액감면하고 있는 지자체는 홋카이도 쿠시로시 뿐이다. 또한 70% 이상의 지자체가 ‘무감면조치’를 하는 것으로 되어 있다. 도쿄도의 조선총련 중앙본부의 부동산에 대한 고정자산세 등의 과세처분을 둘러싸고 등기상의 부동산 소유자인 합자회사 ‘조선중앙회관관리회’가 도쿄 도에 과세처분 취소 등을 요구하여 제소하였다. 1심과 2심은 청구를 기각하였다. 2009년 8월 12일 대법원도 상고를 기각하여 총련측의 패소가 확정되었다.

### 일본 정당과의 관계
조선총련 창립 이전에 재일조선인이 일본공산당에서 활동하였던 적도 있어서 일본 공산당과의 관계가 깊었다가 1970년대 중반부터는 일본 사회당에도 접근하여 우호관계를 쌓았다. 일본사회당 좌파를 계승한 사회민주당과는 계속 우호관계에 있다. 사회당 출신의 민주당 의원에게 정치헌금을 했던 것도 판명되었다.

### 지방 참정권
영주외국인에 대한 지방선거 참정권 부여 문제에 관하여는, 일본에서의 정치 참여가 재일동포의 민족의식을 희박하게 하여 일본사회로의 동화로 이어질 것이라는 반대주장을 펴면서, 참정권 획득 운동의 중심인 민단과 정면대립하고 있다. 참정권이 야기할 당파분열을 우려하는 목소리와는 결론이 일치하고 있지만, 일관되게 일본에서의 정치 참여에 반대하는 의견을 공식적으로 철회하지 않고 있다.

### 조선학교 수업료 무상화에 대한 공작활동
2010년 6월 12일, 조총련이 조선학교 학부모들에게 문부과학성에 조선학교의 고등학교 수업료 무상화를 요청하는 전화공세를 걸도록 할당량을 부과하였던 것, 또한 동시에 여러 명의 일본인 행세를 하여 전화횟수를 늘리도록 지시하였던 것이 내부문서에서 밝혀졌다. 산케이 신문은 “총련의 무상화운동이 도덕성을 크게 일탈하였으며, 북조선처럼 통제된 조직동원의 형태로 전개되었다는 실태가 명백해졌다”고 평가하고 있다.

## 지도부
1명의 의장과 여러 명의 부의장으로 이루어져 있다. 2003년에 한덕수 초대 재일본조선인총련합회 의장이 사망하자, 서만술(徐萬述)이 재일본조선인총련합회 의장이 되었다. 2012년에 현재 의장은 허종만이다.

## 조선민주주의인민공화국과의 관계
조선민주주의인민공화국에 대한 조은신용조합의 불법송금에 조선총련 관계자의 관여가 의심되고, 조선민주주의인민공화국의 일본인 납치문제 추적이 진행되는 가운데, 납치사건을 비롯한 일본 국내에서의 조선민주주의인민공화국의 불법활동(간첩, 불법송금, 마약, 권총판매 등)에도 많은 수의 조총련 관계자가 깊이 관여하고 있는 것으로 전해진다. 이와 같은 범죄행위에 대한 책임추궁에 대해 조총련은 “악성 유언비어”라고 주장하고 있고, 조총련 관계 시설에 대한 강제수사에 대해서도 “재일 조선인의 권리를 침해한다.”며 항의를 반복하여 왔다. 또한, 비판기사를 쓴 보도기관 직원에게 많은 항의를 하거나, 조선민주주의인민공화국에 비판적인 단체의 집회를 조직원들이 폭력적으로 방해하였던 적이 있고, 이에 반발하는 사람들은 ‘재일조선인의 주권을 인정하면 역차별 등으로 이어진다’라고 비판하고 있다.
1972년 당시 미노베 료키치 도쿄 도지사가 ‘외교기관에 준하는 기관’이라고 인정한 이래, 많은 지자체가 조총련 시설을 사실상 외교 공관이나 공공시설에 준하는 것으로 간주하여 고정자산세와 부동산취득세의 감면조치를 하여왔다. 이는 일본과 조선민주주의인민공화국 양국이 국교를 정상화하게 되면 ‘조선민주주의인민공화국 대사관’으로서 사용될 수도 있다는 점을 인정하였기 때문이었다.
2003년 도쿄도는 조총련 관련시설에 대해 ‘소유자 거의 대부분이 관련 기업(조총련이 법인이 아닌 이유로)이거나, 외교와는 무관한 것’으로 방침을 변경하여 일부에 대해 고정자산세를 부과하기로 하였다. 다른 지자체도 이에 따라 고정자산세 감면을 해제하려는 움직임이 있는 한편, 종래대로 계속하려는 지자체도 있다. 조총련과 일부 법학자는 이러한 조치에 반발하여 행정소송에서 다투고 있다. 고정자산세 등의 감면조치를 둘러싸고 ‘북한에 납치된 일본인을 구출하기 위한 구마모토 모임’의 加納良寛 회장이 구마모토 시장을 상대로 조총련 시설 과세감면조치 무효확인 소송을 제기하였고, 2006년 2월 2일 후쿠오카 고등법원이 ‘공익성이 없는 조선총련의 활동에 대해 조세를 감면하는 것은 위법하다’라는 판결을 내렸다. 구마모토 시장이 이에 불복하여 상고하였기 때문에 최종적 결정은 대법원에 맡겨졌다.
또한 방위청(현 방위성)의 미사일 정보 유출에 관여했다는 의혹이 있다고 보도되었다. 조총련측은 이를 사실을 왜곡한 보도라고 주장하고 있다.

### 납치사건 관여
1973년 행방불명된 사이타마현 가미후쿠오카시 (현 후지미노시) 여자의 조선족 아동 2명이 납치(2아동납치사건)되었는데, 그 여성의 남편이 조선민주주의인민공화국의 공작원이었고, 게다가 그 남편이 근무하였던 도쿄 무역회사 유니버스 트레이딩의 전직 여직원이 경찰당국의 조사에서 ‘북한 본국의 판단을 요청했다’ 등으로 진술하였다. 일본 정부는 조총련의 개입을 분명한 것으로 알고 있다.
- 1978년 6월 발생한 다구치 야에코(田口八重子) 납치사건에 관여한 것이 명백하다[6].
- 1980년 6월 발생한 신광수(辛光洙) 사건(하라 다다아키(原敕晁) 납치사건)에 관여한 것이 명백하다[6].

2007년 4월 25일 경찰청 공안부는 가미후쿠오카시 사건에 관하여 국외이송목적 유괴 혐의로 사건에 관여하였던 혐의가 강한 공작원들이 한때 활동에 참가하였던 ‘재일본조선류학생동맹 중앙본부’(류학동) 등 조총련 산하단체와 관련단체 등 4개소를 가택수색하였다. 수색시 재일 조선인 남성이 공무집행방해로 체포되어 도미사카(富坂)경찰서에 연행되었으나(당시 혐의사실 고지는 하지 않았음), 5월 말 불기소처분되어 석방되었다. 이에 관하여 가택수색 당시 수사관이 진입하는 것을 방해한 사람이 몇 사람 있었으나 TV에는 보도되지 않았었다.
또한 공안부는 도쿄도내 무역회사에 다수의 공작원이 입사한 경위 등을 알고 있을 가능성이 있는 조총련 서만술 의장, 허종만 책임부의장, 남승우 부의장을 참고인으로 조사하기 위해 같은 날 서면으로 출석을 요구하였으나 같은 해 4월 26일 고덕우 부의장이 보도용 기자회견에서 거부하는 취지를 발표하였다.

#### 재일본조선인총련합회의 주장
1973년 재일조선인자제 실종사건에 대하여 ‘일본 정부의 아베 신조 정권이 일련의 일본인납치사건에 결부시킨 정치적 민족 탄압’이라고 주장하였다.

### 대(對)대한민국 공작 협력
조선총련은 조선민주주의인민공화국의 대한민국에 대한 대남공작에 협력하고 있는 것으로 알려져 있다. 1974년 8월 15일 일본으로부터의 해방기념일인 광복절 축하행사가 서울 국립극장에서 개최되던 중, 당시 대한민국 대통령인 박정희의 처 육영수가 재일한국인 문세광에게 사살당했다(육영수 저격 사건). 문세광은 박대통령을 암살하는 것이 목적이었으나, 한국 경찰의 수사에 의하면 조총련의 관여가 명백하였다. 이것은 적화통일을 목표하였던 문세광이 조선총련의 지원을 받아 오사카부 오사카시 주오구 高津파출소에서 권총을 훔쳤고 한국 위조비자와 위조여권을 만들었기 때문이었다.
이러한 대한민국 측의 주장에 대하여 일본 정부는 조총련의 관여를 부정하였기 때문에 대한민국 내에서는 반일감정이 높아져 한일 관계는 국교정상화 후 최악의 상황에 빠졌다. 일본이 이러한 태도를 취했던 것은 중화인민공화국과의 국교정상화를 맺은지 얼마 되지 않았던 터라 조총련을 자극하지 않으려했던 것으로 추측되지만, 실제 이 시기의 중조관계는 문화대혁명의 영향과 김일성이 중소분쟁에서 소련측에 붙었던 까닭으로 냉각되고 있었기 때문에 진위는 불분명하다.
또한, 박정희의 딸인 박근혜가 조선민주주의인민공화국을 방문하였을 때 김정일 총서기가 조선민주주의인민공화국의 관여를 인정하고 사죄하였기 때문에 조총련이 박정희 대통령 암살 공작에 관여하였다는 증거가 되었다.

### 조선민주주의인민공화국 우표에 등장
조선민주주의인민공화국에서는 종종 기념우표에 등장하고 있다. 1965년 4월 27일 ‘총련결성 10주년’ 기념우표가 발행되었고 총련 건물을 배경으로 한일기본조약체결반대운동을 하는 군중이 그려지기도 하였다. 또한 북한 우정 당국은 1970년, 1975년, 1985년, 2005년에도 총련 건물이 그려진 우표를 발행하였다.

### 조선민주주의인민공화국를 지상낙원으로 선전
1950년부터 1980년대에 걸쳐 조총련은 조선민주주의인민공화국을 ‘지상낙원’ 등으로 선전하여 재일조선인과 그 가족을 영주귀국, 이주시키는 재일 조선인 북송사업을 펼쳤다.

### 조선민주주의인민공화국 귀환 운동
재일조선인의 조선민주주의인민공화국 귀환운동에는 산하단체인 중외려행사(中外旅行社) 가 일부 개입하였다는 의심을 받고 있다. 1959년 12월에는 대한민국 공작원의 니가타 일본 적십자 센터 폭파 미수 사건이 발생하였다.
이것이 원인이 되어 2000년대 들어 탈북자를 중심으로 잇따라 조총련에 대한 소송이 제기되고 있다. 2008년 6월에는 일본 거주 탈북여성이 조총련에 대해 오사카 지방법원에 소송을 제기하였다. 소송을 제기한 여성은 ‘조선민주주의인민공화국은 지상낙원이다.’라는 조선총련의 거짓선전 때문에 조선민주주의인민공화국으로 귀환하였지만, 실제로는 가혹한 노동, 고문, 차별을 강요당하였고, 죄수나 노예와 다름없는 생활을 강요당하였으며 ‘(조선총련은) 사람을 속여 조직적으로 유괴하였다. 인권과 자유를 무차별적으로 빼앗은 악마와 같은 단체이다.’, ‘나 혼자만의 문제가 아니다. 지금도 강제수용소 안에서 필사적으로 삶을 연명해가는 사람이 있다.’라고 호소하였다. 조총련은 이러한 소송에 대해 ‘동포사회와 일북 관계를 해하는 것에 불과하다’라고 주장하였다.

### 영화 ‘동해의 노래’
귀환사업 50주년을 기념하여 조선민주주의인민공화국과 총련이 공동제작한 영화 ‘동해의 노래’(2부작)가 2009년 12월부터 조선민주주의인민공화국에서 상영되었다. 영화는 주인공의 모델이 된 한덕수 前의장을 비롯한 제1세대 재일조선인 활동가들이 이국땅에서 ‘애국’을 가슴에 담고 살아가는 계기가 된 김일성 노선전환방침(1952년)과 총련 결성, 교육원조비와 장학금으로 인한 민족교육의 발전과 귀국 실현까지 1940~50년대 재일조선인운동의 주된 사건을 그렸다. 김일성의 총애를 받아왔던 한덕수 前의장에 대해서 북한에서는 그다지 알려지지 않은 구체적 업적과 생애 및 재일조선인의 활동에 관한 홍보작품이기도 하다.

### 조선민주주의인민공화국 간첩과의 관계
2008년 8월 대한민국에서 탈북자로 위장한 여간첩이 체포되는 사건이 발생하였다. 대한민국 검찰의 기소장에 의하면, 이 여간첩은 대한민국 국군 장병과 성적관계를 맺고 기밀정보를 얻는 ‘허니트랩’을 하고 있었다.
또한, 일본에서도 정보수집활동을 하였던 사실이 밝혀졌는데, 2007년 6월부터 2008년 5월까지 3회에 걸쳐 일본을 방문하여 최장 2개월 이상 체류하였다. 기소장에는 일본 협력자로 조총련 산하단체 간부와 같은 이름을 가진 인물과 ‘사장’ 직함을 가진 오사카 거주 인물 등 2명의 실명이 기소장에 기재되었다.
기소장에 올려진 산하단체 간부는 ‘조총련 관계 단체 간부로서 같은 이름을 가진 사람은 자신밖에 없다.’라고 말하면서 ‘피고와 만난 적도 없고, 들어본 적도 없다. 보위부에도 아는 사람이 없으며 전혀 관계가 없다. 멋대로 이름을 사용한 것이다’라며 관련을 부정하였다.

### 연평도 포격
조총련은 2010년에 일어난 연평도 포격에 관해 조선민주주의인민공화국의 입장을 지지하였다. 조선총련은 조직원 내부교양자료에서 연평도에서 숨진 민간인 2명은 연평도 주민이 아니라 해병대 시설 공사에 동원된 본토 사람이고, 숨진 장소도 군사시설 내부이므로 민간 희생자는 없었다고 발표하였다. 그 이후로 일본 정부는 조총련계 조선학교에 대한 지원을 공식적으로 미루었다. 일본 사회의 연평도 포격 비판 여론으로 2010년 12월 26일 일본 16개 도·현의 고교 무상화 적용 대상에서 조선학교가 제외되었다.

## 중앙본부 건물 매각 문제
중앙본부(도쿄도 지요다구 후지미) 토지와 건물은 미쓰이 다다오 전 부동산회사 사장의 중개로, 2007년 5월 31일 오가타 시게타케 전 공안조사청 장관이 대표로 근무하는 하베스트 투자고문 주식회사에 매각된 것으로 밝혀졌다. 또한 중개자인 미쓰이 다다오는 조총련으로부터 수수료 명목으로 4억 9천만 엔이 전달되었다.
중앙본부 건물(지상 10층, 지하 2층 철골철근콘크리트 구조. 연면적 1만 1,700평방미터)과 토지(약 2,390평방미터)는 약 40억 엔을 초과하는 것으로 보고 있다.(매각대금은 35억 엔) 도쿄지검 특수부는 당초 조총련이 정리회수기구로부터 제기된 소송에서 패할 경우 압류를 벗어나기 위해 탈법, 불법행위를 할 의도가 있다고 보고 전자적공정증서원본 부실기재 등 혐의로 수사하고 있었다.
수사 결과, 조총련이 소유권 매각양도 후에도 임대물권으로 인정받아 사용할 수 있는 매각처를 알아보고 있었던 것이 밝혀졌기 때문에, 실제로는 조총련측이 피해자였다면서 오가타 시게타케와 미쓰이 다다오는 ‘자금조달 목표가 서지 않았음에도 토지, 건물 및 수수료를 편취하려 하였다’라는 이유로 2007년 6월 28일 사기혐의로 체포되었다. 또한 수수료 명목으로 사취한 금전 중 절반밖에 반환되지 않았다고 보도되었다.

## 같이 보기
- 재중조선인총연합회
- 재외한인
- 코리아타운
- 재일본대한민국민단
- 납북 일본인 문제